# レディ・トゥ・レディ
『レディ・トゥ・レディ』は、2020年の日本映画。大塚千弘と内田慈のダブル主演で、女性同士の社交ダンスをテーマに描いた作品である。

## キャスト
- 鈴木真子 - 大塚千弘
- 城島一華 - 内田慈
- - 新納慎也
- - 清水葉月
- - 朝見心
- - 本間叶愛
- - オカモトジョージ
- - 福田温子
- - 山中敦史
- - 生田智子
- 木村克己 - 木下ほうか

## スタッフ
- 監督・脚本：藤澤浩和
- エグゼクティブプロデューサー：磯田貴彦
- プロデューサー：佐藤圭一朗
- アソシエイトプロデューサー：中畔弘敬
- 撮影：伊藤麻樹
- 照明：尾下栄治
- 録音：木原広滋
- 装飾：山田好男
- スタイリスト：岩堀若菜
- ヘアメイク：小出みさ
- スーパーバイジングサウンドエディター：勝本道哲
- サウンドデザイン：紫藤佑弥
- 音楽：井上泰久、古屋沙樹
- 音楽プロデューサー：菊地智敦
- ダンス監修：堀口史朗、桜田まゆ
- キャスティング：下鳥真沙
- 助監督：塚田芽来